# Riverview Plaza A1
El Riverview Plaza,antes conocido com el Wuhan Tiandi A1, es un rascacielos actualmente en construcción el la ciudad de Wuhan, en China. El edificio fue diseñado por César Pelli. La construcción comenzó en 2013 y está previsto que termine en 2021. Se espera que tenga 73 plantas y que mida 376 metros.